# Concho Resources
Concho Resources est une entreprise américaine de prospection et de production d'hydrocarbures opérant dans le Bassin permien américain.

## Histoire
En mars 2018, Concho annonce l'acquisition de RSP Permian pour 8 milliards de dollars en échange d'actions.
En octobre 2020, ConocoPhillips annonce l'acquisition de Concho Resources, pour 9,7 milliards de dollars.